# The Avett Brothers
The Avett Brothers är ett amerikanskt band som kommer från North Carolina. Bandets medlemmar är bröderna Seth Avett (sång, gitarr och hi-hat) och Scott Avett (sång, banjo, munspel och bastrumma), och Bob Crawford (sång och kontrabas). 
The Avett Brothers musik kan beskrivas som traditionell country och bluegrass med inslag av ragtime, folkmusik och rock 'n' roll. Vissa recensenter i USA har kallat musiken för grungegrass, som syftar på de tydliga inslagen av country och bluegrass som kryddas med ett rockigt sound. Bandmedlemmarna har själva sagt att de undviker att kalla sin musik för något speciellt, det är upp till var och en att få ut det man vill ur deras musik. 
De brukar uppskattas för sina intensiva och energiska konserter, som ofta hålls på mindre klubbar och festivaler men de har även spelat på Coachella, vilket de gjorde 29 april 2007.
12 maj 2007 var The Avett Brothers med på tv för första gången. De gjorde sin debut på Conan O'Brien. De spelade låten "Paranoia in B-Flat Major" från deras nya album Emotionalism. Tre dagar senare släpptes albumet på skivbolaget Ramseur Records.
Endast två månader senare släpper The Avett Brothers The Second Gleam och producerar en officiell musikvideo till låten "Murder In the City", vilken blir en av bandets populäraste lagligt nedladdade låtar enligt Itunes-store.   
Sommaren 2009 beräknas deras nästa skiva I and Love and You släppas som är producerad av den välrenommerade producenten Rick Rubin, bandet beger sig under våren 2009 ut som förband till Dave Matthews Band.

## Medlemmar
Nuvarande medlemmar
- Seth Avett – sång, gitarr, piano, trummor, kazoo, basgitarr, percussion (2000– )
- Scott Avett – sång, banjo, munspel, gitarr, piano, trummor, kazoo, fiol, autoharpa, percussion (2000– )
- Bob Crawford – sång, kontrabas, basgitarr, trumpet, fiol, mariachibas, kazoo (2001– )
- Joe Kwon – cello, såg, bakgrundssång, kazoo, piano (2006– )

Turnerande medlemmar
- Mike Marsh – trummor (2012– )
- Tania Elizabeth – sång, fiol, kazoo (2013– )

Tidigare medlemmar
- John Twomey – gitarr (2000–2001)
- Jacob Edwards – trummor (2010–2012, turnerande medlem)
- Paul Defiglia – piano, kontrabas, orgel, sång (2011–2017, turnerande medlem)

## Diskografi
- 2000 – The Avett Brothers
- 2002 – Country Was
- 2002 – Live at the Double Door Inn
- 2003 – A Carolina Jubilee
- 2004 – Swept Away
- 2004 – Mignonette
- 2005 – Live, Vol. 2
- 2006 – Four Thieves Gone: The Robbinsville Sessions
- 2006 – The Gleam
- 2007 – Emotionalism
- 2007 – The second Gleam
- 2009 – I and Love and You
- 2012 – The Carpenter
- 2013 – Magpie And The Dandelion